# Hans-Ulrich Geschke
Hans-Ulrich Geschke, född 16 maj 1907 i Frankfurt an der Oder, död förmodligen 1945, dödförklarad 1959, var en tysk promoverad jurist och SS-Oberführer. 
Efter inrättandet av Riksprotektoratet Böhmen-Mähren år 1939 blev Geschke chef för Gestapo i Prag. Efter mordet på Reinhard Heydrich år 1942 koordinerade Geschke sökandet efter attentatsmännen. Geschke efterträddes samma år av Ernst Gerke som chef för Gestapo i Prag.
Geschke utsågs 1944 till befälhavare för Sicherheitspolizei (Sipo) och Sicherheitsdienst (SD) i Ungern. Sondereinsatzkommando Eichmann var formellt underställt Geschke.
Geschke antas ha stupat i slaget om Budapest.